# Dimitris Limnios
Dimitris Limnios, oder auch Dimitrios Limnios (griechisch Δημήτρης Λημνιός; * 27. Mai 1998 in Volos), ist ein griechischer Fußballspieler brasilianischer Abstammung, der bei Panathinaikos Athen unter Vertrag steht. Der Flügelspieler ist seit Mai 2018 griechischer Nationalspieler.

## Karriere

### Verein
Der in der Hafenstadt Volos geborene Dimitris Limnios, Sohn einer Brasilianerin und eines Griechen, begann mit dem Fußballspielen bei Niki Volos. Im Jahr 2012 schloss er sich der Nachwuchsabteilung von Atromitos Athen an, wo er zwei Jahre später in die erste Mannschaft befördert wurde. Am 25. Oktober 2014 (8. Spieltag) bestritt er beim 1:1-Unentschieden gegen Ergotelis sein Debüt in der ersten Mannschaft, als er in der 84. Spielminute für Andreas Tatos eingewechselt wurde. In dieser Saison 2014/15 bestritt er ebendieses Ligaspiel. Er kam in der folgenden Spielzeit 2015/16 kam er in acht Ligaspielen zum Einsatz. Der Durchbruch in die Startformation gelang ihm in der nächsten Saison 2016/17. Sein erstes Ligator erzielte er am 4. Dezember 2016 (13. Spieltag) beim 2:1-Auswärtssieg gegen den AE Larisa. Am 6. April 2017 wurde bekanntgegeben, dass sich Limnios zur folgenden Spielzeit 2017/18 dem Ligakonkurrenten PAOK Thessaloniki anschließen wird. Der Verein bezahlte für die Dienste des Flügelspielers eine Ablösesumme in Höhe von 900.000 Euro und stattete ihn mit einem Vierjahresvertrag aus. Er beendete die Saison im Trikot der Hauptstädter mit 25 Ligaeinsätzen, in denen ihm ein Treffer gelang.
Am 1. Juli 2019 schloss er sich PAOK an. Am 20. August 2017 debütierte er beim 0:0-Unentschieden gegen Levadiakos. Sein erstes Tor gelang ihm am 29. November 2017 beim 5:0-Auswärtssieg gegen Eginiakos im Kypello Elladas. Unter dem Cheftrainer Răzvan Lucescu gelang ihm nicht der endgültige Durchbruch als Stammspieler und er kam in 21 Ligaspielen zum Einsatz, in denen ihm kein Torerfolg gelang. Sein erstes Tor in der Super League 1 erzielte er am 29. Oktober 2018 (8. Spieltag) beim 2:0-Heimsieg gegen Panathinaikos Athen. Er bestritt in dieser Saison 2018/19 20 Ligaspiele, in denen er ein Tor erzielte und gewann mit PAOK die Meisterschaft. Mit dem Gewinn des griechischen Pokals vollendete man im Mai 2019 das Double.
Der Durchbruch als Stammspieler gelang ihm in der Spielzeit 2019/20 unter dem neuen Cheftrainer Abel Ferreira.
Im September 2020 wechselte er zum ersten 1. FC Köln. Dieser Wechsel kam erst nach einiger Verzögerung zu Stande, da Limnios mehrfach positiv auf COVID-19 getestet worden war und entsprechend der lokalen Richtlinien sein Heimatland nicht verlassen durfte. Er kam in der Spielzeit zu 13 Pflichtspieleinsätzen. Die Saison 2021/22 verbrachte er leihweise beim FC Twente Enschede.
Zur Saison 2022/23 kehrte er zum FC zurück. Zuvor hatte er sich jedoch in der Sommerpause bei einem Länderspiel einen Kreuzbandriss zugezogen. Nachdem er Ende Februar 2023 sein Comeback bei der zweiten Mannschaft in der viertklassigen Regionalliga West gegeben hatte, stand er Anfang März wieder in der Bundesliga im Spieltagskader.
Am 29. Dezember 2023 gab Panathinaikos Athen die Verpflichtung Limnios bekannt.

### Nationalmannschaft
Im Januar 2014 bestritt Limnios ein freundschaftliches Länderspiel für die griechische U16-Nationalmannschaft. Ab August 2014 spielte er für die U17 und nahm mit dieser im Mai 2015 an der U17-Europameisterschaft in Bulgarien teil, wo er in allen drei Gruppenspielen zum Einsatz kam. Im August 2015 spielte er das letzte Mal für die U17. Insgesamt absolvierte er 16 Länderspiele, in denen er drei Mal traf. Von Oktober 2015 bis März 2017 lief er 15-mal für die U19 auf und erzielte in diesen Spielen drei Tore. Anschließend spielte er für die U21, für die er genauso 15 Länderspiele bestritt und drei Treffer machte.
Am 16. März 2018 wurde er vom Trainer Michael Skibbe erstmals für ein Länderspiel der A-Auswahl nominiert. Im Testspiel gegen die Schweiz wurde er von Skibbe jedoch nicht berücksichtigt. Sein Debüt bestritt er am 15. Mai 2018 bei der 0:2-Auswärtsniederlage gegen Saudi-Arabien, als er in der Halbzeitpause für Vasilios Lampropoulos eingewechselt wurde. Am 15. November 2019 erzielte Dimitris Limnios im Qualifikationsspiel gegen Armenien den Siegtreffer zum 1:0-Endstand, welcher gleichzeitig sein erstes Länderspieltor war.

## Erfolge
- Griechischer Meister: 2019
- Griechischer Pokalsieger: 2018, 2019, 2024